# Lesueurigobius heterofasciatus
Lesueurigobius heterofasciatus är en fiskart som beskrevs av Maul, 1971. Lesueurigobius heterofasciatus ingår i släktet Lesueurigobius och familjen smörbultsfiskar. Inga underarter finns listade i Catalogue of Life.